# Organización municipal de la provincia de Catamarca
En la provincia de Catamarca en Argentina el régimen municipal es ejercido por gobiernos locales denominados municipios. 

## Los municipios en la Constitución de la Nación Argentina
La organización municipal estuvo contemplada en la Constitución de la Nación Argentina desde su primera promulgación el 1 de mayo de 1853, expresando en su artículo 5 que cada provincia debía dictar una constitución que asegurara su régimen municipal. Sin embargo, no estaba claro si los municipios debían ser autónomos o autárquicos hasta la sentencia del 21 de marzo de 1989 de la Corte Suprema de Justicia de la Nación Argentina (Caso Rivademar), que interpretó que los municipios eran constitucionalmente autónomos.
Esta sentencia fue contemplada en la reforma de la Constitución de la Nación Argentina según el texto sancionado el 22 de agosto de 1994:

Art. 123. Cada provincia dicta su propia Constitución, conforme a lo dispuesto por el Art. 5 asegurando la autonomía municipal y reglando su alcance y contenido en el orden institucional, político, administrativo, económico y financiero.

## Los municipios en la Constitución de la Provincia de Catamarca
La Constitución de la Provincia de Catamarca de acuerdo a la reforma sancionada el 3 de septiembre de 1988 expresa sobre el régimen municipal:

Art. 110. Corresponde al Poder Legislativo: (...)

23. Dictar la Ley Orgánica de Municipalidades y Comunas, conforme a los principios previstos en esta Constitución.

Art. 244. Esta Constitución reconoce y garantiza en toda población estable con más de quinientos habitantes, la existencia del municipio como comunidad natural fundada en la convivencia y solidaridad. Gozan de autonomía administrativa, económica y financiera.
 Ejerce sus atribuciones conforme a esta Constitución y las leyes que en su consecuencia se dicten.
 Las autoridades serán elegidas directamente por el Pueblo.

Art. 245. Son autónomos los municipios que en función de su número de habitantes y jurisdicción territorial respondan a los requisitos que la ley establezca.
 Tienen derecho a darse su propia Carta Orgánica sancionada por una Convención convocada por la autoridad ejecutiva conforme a la ordenanza que se dicte al efecto.

Art. 247. Las Cartas Orgánicas deben contener y asegurar:

1. El sistema representativo, republicano y social, con un gobierno compuesto por un Departamento Ejecutivo y otro Deliberativo (...)

Art. 248. El gobierno de los Municipios autónomos se compone de:

1) Un Departamento Ejecutivo a cargo del Intendente. Elegido en forma directa o pluralidad de sufragios.

2) Un Concejo Deliberante cuya integración debe garantizar la representación de los distritos o circuitos electorales de la jurisdicción municipal. Los Concejales se eligen directamente y en forma proporcional conforme a lo que establezca el Código de Derechos Políticos.

Art. 255. Las poblaciones de menos de quinientos habitantes se denominan Comunas e integran las Jurisdicciones Municipales, con una administración y Gobierno establecido por la Ley.

Art. 256. La Legislatura deberá sancionar, en un plazo no mayor de ciento veinte días, la Ley Orgánica de Municipalidades y Comunas. Sus disposiciones se aplicarán también a los municipios autónomos hasta tanto éstos sancionen sus cartas orgánicas de acuerdo a los principios establecidos en esta Constitución.

### Alcance de la autonomía institucional
La Constitución de la Provincia de Catamarca delega en la Legislatura provincial el establecimiento de las condiciones para que un municipio pueda obtener la autonomía institucional mediante la sanción de una carta orgánica. La constitución establece que los municipios con carta orgánica deben tener un gobierno compuesto por un departamento ejecutivo y otro deliberativo. El primero debe ser ejercido por un intendente elegido por el pueblo y el segundo por un concejo deliberante integrado con concejales también de elección popular, pero no fija su número.

## Ley Orgánica Municipal y Régimen Comunal n.° 4640
La ley Orgánica Municipal y Régimen Comunal n.° 4640 fue sancionada y promulgada por el interventor federal el 22 de octubre de 1991 como decreto ley. Luego fue modificada por las leyes 4832 (de 1995), 4920 (de 1997) y 4941 (de 1998). Establece:

Art. 1. La presente ley se aplicará en todos los Municipios que no se rijan por Cartas Orgánicas y en las Comunas.

Art. 2. Serán reconocidos como Municipios, las poblaciones estables de más de quinientos (500) habitantes que puedan sostener con sus recursos, las funciones y servicios esenciales.

Art. 3. El procedimiento para el reconocimiento de los Municipios se iniciará de oficio o a petición de los vecinos (...) Cumplidos esos requisitos, el Municipio será reconocido por Ley.

Art. 4. La jurisdicción comprenderá el ámbito territorial donde se presten las funciones y servicios municipales, la que será determinada y aprobada por Decreto del Poder Ejecutivo.

Art. 6. Los Municipios que tengan más de diez mil (10.000) habitantes, podrán dictarse sus Cartas Orgánicas (...)

Art. 8. Las Cartas Orgánicas deben contener y asegurar los requisitos establecidos por el artículo 247 de la Constitución Provincial.

Art. 9. Cuando los Municipios referidos por el artículo 6 no se hubieran dictado sus Cartas Orgánicas, se regirán por las disposiciones de la presente ley.

Art. 10. El Gobierno Municipal se compondrá de un (1) Concejo Deliberante y de un (1) Departamento Ejecutivo elegido en forma directa por el pueblo de sus respectivos municipios.
En los Municipios con menos de 2.000 habitantes el Gobierno estará a cargo de un (1) Departamento Ejecutivo elegido en forma directa por el pueblo de su jurisdicción.

Art. 11. Los Concejos Deliberantes de los municipios que tengan de 2.000 a 5.000 habitantes se compondrán de tres (3) Concejales; los que tengan más de 2.000 y hasta 8.500 habitantes, cinco (5) Concejales; los que tengan más de 8.500 y hasta 20.000 habitantes, siete (7) Concejales y los que tengan más de 20.000 habitantes, once (11) Concejales, a excepción de los que hayan dictado su propia Carta Orgánica. A tales fines se tendrán en cuenta los resultados del último Censo nacional de Población.

Art. 61. Dentro del ámbito de las jurisdicciones municipales, podrán constituirse Comunas, en aquellas poblaciones estables que tengan más de cien (100) y menos de quinientos (500) habitantes y puedan cumplir con las funciones y servicios que se establecen.

Art. 62. La jurisdicción de la Comuna será propuesta por la respectiva Municipalidad a la Dirección de Municipalidades, quien elaborará un informe, el que juntamente con los antecedentes y dictámenes de las oficinas técnicas, será elevado al Poder Ejecutivo para su aprobación.

Art. 63. El Gobierno y Administración de la Comuna estará integrado por un Delegado Comunal elegido por el pueblo de la respectiva jurisdicción (...)

Habitualmente los municipios que sancionaron una carta orgánica son referidos como de 1° categoría, los que no lo hicieron y tienen concejo deliberante son referidos como de 2° categoría, y el resto de 3°.